# Markov-folyamat
A Markov-folyamat avagy Markoff-folyamat egy olyan sztochasztikus folyamat, amely nem „emlékezik”. Ez azt jelenti, hogy egy folyamat jövőbeli feltételezett állapota csak a jelen állapottól függ, még akkor is, ha ismerjük a korábbi történéseket. Az állapot jövője és múltja függetlenek egymástól.
A folyamatot Andrej Markov (1856–1922) orosz matematikusról nevezték el.
Gyakran a Markov-lánc kifejezést használják, melynek diszkrét (véges vagy megszámolható) állapottere van.
Egy folyamat Markov-folyamat, ha Markov-tulajdonságú.
A Markov-tulajdonság annyit jelent, hogy egy rendszer jövőbeli állapota nem függ a múltbeli állapotaitól. A Markov-láncot diszkrét időkre definiálják, de használják a terminológiát akkor is, ha az idő folytonos értéket vesz fel.

## Példa

### Hazárdjáték
Tegyük fel, hogy 10 forint zsetonnal (1 zseton = 1 forint) kezd egy játékos, és ismételten feltesz 1 forintot egy érmére (fej vagy írás).  Addig játszik, amíg elveszti az összes pénzét.
Ha {\displaystyle X_{n}} jelenti a zsetonok forint értékét n dobás után, {\displaystyle X_{0}=10}, esetén, a sorozat  {\displaystyle \{X_{n}:n\in [0,\infty )\}} egy Markov-folyamat. Ha most a  játékosnak 12 zsetonja van, akkor feltételezhetjük, hogy a következő dobás után 11 vagy 13 zsetonja lesz. A feltételezést nem javítja, hogy tudtuk, hogy 10 zsetonnal kezdett.

### Születés folyamat
Tegyük fel, hogy van 100 darab pattogatott kukorica (popcorn) mag, és mindegyik mag kipattog függetlenül egyenletesen véletlenszerű időben a következő 100 másodpercben. Legyen  {\displaystyle X_{t}} a t időben kipattogott magok száma. Ekkor ez egy folytonos idejű nemhomogén Markov-folyamat. Ha egy idő után szeretnénk megjósolni, mennyi mag fog kipattogni a következő másodpercben, akkor csak azt kell tudni, hogy mennyi mag pattogott ki addig. Az nem segíti a becslést, hogy mikor pattogtak ki, így az {\displaystyle X_{t}} ismerete nem ad információt.
Az itt leírt folyamat a Poisson-folyamat egy közelítése. A  Poisson-folyamatok szintén Markov-folyamatok.

## Példa nem Markov-folyamatra
Tegyük fel, hogy a pénztárcánkban van 5 db 5 centes, 5 db 10 centes és 5 db 25 centes érménk. Tegyünk véletlenszerűen 6 érmét az asztalra. Ha kitesszük az asztalra az első hat érmét, és azok összértéke 50 cent, és látjuk, hogy 5 db 5 centes és 1 db 25 centes volt, akkor nemcsak az tudható, hogy 50 cent van az asztalon, hanem az is, hogy nincs már több 5 centes érme. Így 1 valószínűséggel becsülhetjük, hogy a következő húzás után az összérték nagyobb vagy egyenlő lesz 60 cent. Ha viszont nem tudjuk a korábbi értékeket, csak az összeget, akkor nem lehetnénk biztosak, hogy következő dobás után 60 cent vagy annál nagyobb lesz az összeg.

## Külső hivatkozások
- Markov Process (angolul)